# 해탈
해탈(解脫) 또는 모크샤(산스크리트어: मोक्ष)는 다르마 계통의 종교(힌두교, 자이나교, 불교)에서 몸과 마음의 고뇌와 번뇌로부터 해방되는 것 또는 해방된 상태를 말한다.
해탈에 대한 사상은 불교 이전부터 인도의 사상계에 보급되어 있었던 것으로서 인도에서는 일반적으로 인생의 궁극적인 이상과 목표를 해탈에 두고 있다. 이는 불교도 마찬가지로 불교에서는 고뇌를 낳는 근본으로서의 무명을 멸함으로써 해탈의 도가 달성된다고 한다.
즉, 무명은 지혜가 없는 것이며 그 지혜란 세계와 인생의 진리로서의 연기의 도리를 여실하게 아는 작용으로, 여실지견(如實知見)이라고 불리는 지혜이다. 따라서 무명은 여실하게 지견하지 않는 상태 혹은 할 수 없는 상태를 말한다. 불교에서는 이러한 무명을 멸해서 모든 존재가 '상의상대(相依相待)한다'는 연기의 관계에 있음을 올바르게 보는 것이 고뇌의 속박을 벗어나 이상을 달성하는 길, 즉 해탈의 도라고 본다. 그리고 이 해탈의 도는 중도(中道)이며 그것은 구체적으로는 팔정도(八正道)의 수행이라고 한다. 이와 같이 해탈은 불교에서는 이상으로서의 열반과 동일시되고 있다.
힌두교에서도 해탈은 중심 개념이며 인생에 대한 네 가지 목표 혹은 관점 중의 하나로서, 나머지는 Dharma, artha, kama이다.
해탈은 자이나교, 불교와 힌두교에서 함께 중심개념으로 사용하고 있다. 일부 인도 종교 학교에서는 해탈(moksha)는 vimoksha, vimukti, kaivalya, apavarga, mukti, nihsreyasa 리고 nirvana 등과 동일한 개념으로 사용되기도 한다. 그렇지만, 해탈과 열반(nirvana)에 대해서는 다른 의미로 사용되기도 한다. 불교에서는 열반을 해탈과 함께 많이 사용하고, 힌두교에서는 해탈을 주된 의미로써 사용한다.

## 같이 보기
- 열반
- 보리
- 반야
- 유식유가행파
  - 전의
  - 2전의묘과

## 참고 문헌
- 이 문서에는 다음커뮤니케이션(현 카카오)에서 GFDL 또는 CC-SA 라이선스로 배포한 글로벌 세계대백과사전의 내용을 기초로 작성된 글이 포함되어 있습니다.
- 미륵 지음, 현장 한역, 강명희 번역 (K.614, T.1579). 《유가사지론》. 한글대장경 검색시스템 - 전자불전연구소 / 동국역경원. K.570(15-465), T.1579(30-279). |title=에 외부 링크가 있음 (도움말)
- (중국어) 미륵 조, 현장 한역 (T.1579). 《유가사지론(瑜伽師地論)》. 대정신수대장경. T30, No. 1579. CBETA. |title=에 외부 링크가 있음 (도움말)